# 26984 Fernand-Roland
26984 Fernand-Roland (1997 VV) là một tiểu hành tinh vành đai chính được phát hiện ngày 1 tháng 11 năm 1997 bởi C. Demeautis và D. Matter ở Village-Neuf.